# 韓昇旿
韓昇旿〔한승오、1978年—〕是韓國的人權活動家及市民活動家、男性連帶的創立會員之一和男性連帶的二任主席。他於2013年7月29日至8月14日期間擔任第二任主席。

## 來源
1. ↑  경찰 "성재기 투신 지켜본 사람들…자살방조 아냐" （页面存档备份，存于） 매일경제 2013.07.30 （韓語）